# Rifargia stellata
Rifargia stellata är en fjärilsart som beskrevs av William Schaus 1920. Rifargia stellata ingår i släktet Rifargia och familjen tandspinnare. Inga underarter finns listade.